# 关东享禄内乱
关东享禄内乱（日语：関東享禄の内乱 享禄2年（1529年）‐享禄4年（1531年）是古河公方家同关东管领・山内上杉家两家中、大致上同时发生，同时终结的内乱。推测两场内乱相互关联，但因为史料少，还有很多不明之处。

## 背景
室町时代・战国时代，像幕府将军家一样很多武家都持续着嫡流和庶流之间争夺家督的争斗。享徳3年（1454年）开始的享德之乱以后成为关东武家中心的古河公方家、关东管领上杉家也不例外。从第2代古河公方足利政氏到第3代高基的继承过程中就有嫡庶之争，与此同时关东管領家政氏一方的上杉显实和高基一方的上杉宪房也为了家督职位大打出手，许多武家也卷入其中，这就是被称为「永正之乱」的大规模内乱。随后从第3代古河公方高基到第4代晴氏的继承过程也再一次孕育了比永正之乱规模小一些的新的纷争。

## 经过
古河公方家
享禄元年（1528年）12月27日古河公方家嫡男・足利晴氏元服。
享禄2年（1529年）安房・里见义丰支持足利晴氏接任古河公方足利家当主。可以推测高基和晴氏之间已经产生了嫌隙。
享禄2～4年　5月底　足利晴氏进攻高基所在的古河城。
享禄4年（1531年）6月1日　足利晴氏考虑从下野宇都宮城返回古河城。（根据足利政氏写给高基的弟弟足利基赖的信）。从这封信中不但可以推测出纷争马上就要终结，还可以看出宇都宮兴纲和芳贺次郎（高纲？）、政氏本人，以及武蔵・忍城的成田亲泰和足利基赖都站在晴氏一边。
享禄4年（1531年）6月6日　晴氏以古河公方的名义命令奉公众・田代三辉斋治疗祖父足利政氏。这表示晴氏的古河公方的地位得到了确认。
享禄4年（1531年）6月9日　高基告知小山小四郎自己已经隐居，希望他今后也侍奉自己。可以推测出内乱已经结束。
关东管领・山内上杉家
享禄2年（1529年）正月二十四日　山内上杉家家臣・白井长尾景诚被长尾八郎杀害（根据『続本朝通鑑』）。可以山内上杉家内部也产生了对立。
享禄2年（1529年）八月十四日　山内上杉氏当主・上杉宪宽出兵讨伐上野国碓氷郡・安中城的安中氏。尽管有同盟关系的扇谷上杉氏的上杉朝兴曾经阻止，但宪宽无视了他。（『続本朝通鑑』）
享禄2年（1529年）九月二十二日条　西氏和小幡氏拥立上杉宪政，叛离上杉宪宽。宪宽命令长野氏随行，从安中城向程田（高崎市）后撤。（『続本朝通鑑』）。　由此可以判断长野氏和安中氏处在对立立场。
享禄3年（1530年）5月　「左卫门尉」在上野国多胡郡・仁叟寺（吉井町）实施禁制。推测山内上杉氏领国内发生了战乱。
享禄3年（1530年）5月21日　上杉宪宽根据高田宪赖的报告，向被官・守山与五郎的战功发了感谢状。可以推测出高田宪赖在宪宽一边，同时上野国甘乐郡・高田城（富冈市）周边曾发生合战。
享禄3年（1530年）10月25日　上杉宪宽向用土新三郎（業国）领有的武藏国男衾郡赤浜派遣被官・三富平六。可以判断用土氏和宪宽敌对。
享禄4年（1531年）9月3日　上杉宪政继承关东管领，宪宽向上总国的宮原（市原市）撤退并改名为晴直。可判断内乱结束，宪政取得了胜利。

## 结果
古河公方家：足利晴氏确认了公方的地位，高基隐退。
山内上杉家：上杉宪政继承家督，宪宽败退上总宮原（市原市）隐退。
扇谷上杉氏也受到这次内乱的影响。享禄2年（1528年）末，与后北条氏的争斗扩大之时，内乱中的山内上杉氏和古河公方都难以依靠，上杉朝兴只得选择与甲斐・武田信虎同盟。
这一时期的内乱与「永正之乱」相比，古河公方家的内乱与山内上杉家的内乱关联程度不强，也没有卷入许多周边的武家，更像是个别领地内的权利纷争。